# Marcel Vandewattyne
Marcel Eugène Vandewattyne (Elzele, 7 juli 1924 - Ronse, 18 september 2009) was een Belgische atleet, die was gespecialiseerd in de lange afstand en het veldlopen. Hij nam tweemaal deel aan de Olympische Spelen en veroverde op drie verschillende onderdelen elf Belgische titels.

## Biografie
Vandewattyne nam in 1946 deel aan de Europese kampioenschappen atletiek op de 3000 m steeple. Twee jaar later nam hij deel aan de Olympische Spelen van 1948 in Londen, waar hij op de 5000 m negende werd in de finale, die werd gewonnen door Gaston Reiff. Vier jaar later werd hij 22e in de finale van de 10.000 m op de Olympische Spelen van 1952 in Helsinki.
Vandewattyne was echter vooral bekend als veldloper. Hij veroverde in deze discipline zes Belgische titels en nam twintigmaal deel aan de Landencross, de voorloper van het WK. Hij werd driemaal tweede. Hij bleef heel lang aan atletiek doen en werd in 1975 zelfs nog wereldkampioen veldlopen bij de Masters +50.

### Clubs
Vandewattyne was eerst aangesloten bij ASV Oudenaarde en ging in 1943 naar ASSA Ronse. Na zijn loopbaan werd hij er trainer en nadien zelfs ondervoorzitter. Hij was ook trainer bij AC Geraardsbergen.

### Beroep
Beroepsmatig was Vandewattyne actief bij de stedelijke technische dienst van Ronse.

### Veldloop
De bekende veldloop Internationale Cross van Vlaanderen werd hernoemd naar de Ereprijs Marcel Vandewattyne en na zijn dood' Memorial Marcel Vandewattyne en wordt elk jaar in Ronse gehouden. Zelf won hij deze cross elfmaal.

## Kampioenschappen

### Internationale kampioenschappen
| Onderdeel      | Titel               | Jaar |
| -------------- | ------------------- | ---- |
| 3000 m steeple | Engels AAA-kampioen | 1946 |

### Belgische kampioenschappen
| Onderdeel      | Jaar                               |
| -------------- | ---------------------------------- |
| 10.000 m       | 1951, 1952, 1958                   |
| 3000 m steeple | 1945, 1946                         |
| veldlopen      | 1948, 1949, 1951, 1952, 1955, 1957 |

## Persoonlijke records
| Onderdeel | Prestatie | Jaar | Plaats  |
| --------- | --------- | ---- | ------- |
| 5000 m    | 14.18,2   | 1958 |         |
| 10.000 m  | 30.06,4   | 1962 | Brussel |

## Palmares

### 5000 m
- 1948: 9e OS in Londen
- 1958: 10e in reeks EK in Stockholm - 14.18,2

### 10.000 m
- 1950: 7e EK in Brussel - 30.48,6
- 1951:  BK AC - 32.55,2
- 1952: 22 OS in Helsinki - 31.15,8
- 1952:  BK AC - 32.33,4
- 1954: DNS EK in Bern
- 1958:  BK AC - 31.55,8
- 1958: 19e EK in Stockholm - 30.45,4

### 3000 m steeple
- 1945:  BK AC - 10.14,0
- 1946:  BK AC - 9.46,6
- 1946:  Brits kampioenschap - 10.27,6
- 1946: 8e EK in Oslo - 9.37,0

### veldlopen
- 1946:  landencross in Ayr
- 1948:  BK AC in Bosvoorde
- 1949:  BK AC in Bosvoorde
- 1950:  BK AC in Bosvoorde
- 1951:  BK AC
- 1952:  BK AC
- 1952:  landencross in Hamilton
- 1955:  BK AC
- 1957:  BK AC
- 1962:  landencross in Sheffield